# Peter Calvocoressi
Peter Calvocoressi, eigentlich Peter John Ambrose Calvocoressi (* 17. November 1912 in Karatschi; † 5. Februar 2010 in Dorset, England), war Barrister, Publizist, Hochschullehrer, Autor und Menschenrechtsaktivist.
Während des Zweiten Weltkriegs war er Intelligence Officer in Bletchley Park.
Er war für das Royal Institute of International Affairs, das International Institute for Strategic Studies, Amnesty International und das UN Sub-Committee on Discrimination and Minorities, ein Think-Tank der UNO, tätig.

## Leben
Die Familie Calvocoressi kam im Februar 1913 zusammen mit ihrem drei Monate alten Sohn Peter aus Karachi im damaligen Indien nach Großbritannien und ließ sich in Liverpool nieder, wo der Vater die Ralli Brothers Ltd. vertrat. Die Familie lebte in England innerhalb einer kosmopolitisch orientierten Szene, zu der auch viele Griechen gehörten. Er wuchs zweisprachig auf, die Umgangssprache der Familie war Französisch. Die Schulferien verbrachte er mit der Familie in Griechenland und in Italien
Von 1926 bis 1931 besuchte er als King's scholar (Stipendiat) das Eton College und wechselte anschließend an das Balliol College der Universität Oxford, wo er Deutsch und Neuere Geschichte studierte. Zu seinen Tutoren zählten der Historiker Vivian Hunter Galbraith (1889–1976) und Sir Lewis Namier.
Er schloss sein Studium mit Bestnote ab und erwog eine Karriere im Auswärtigen Amt. Anthony Eden riet ihm jedoch davon ab, da er wegen der Herkunft seines Vaters aus Frankreich keinerlei Chance auf eine Karriere habe. Nach seiner Zulassung als Barrister arbeitete er bis zum Ausbruch des Kriegs als Rechtsanwalt.
1939 trat er in die Royal Air Force ein, wurde aber schon bald in die Government Communications Headquarters in Bletchley Park abkommandiert.
Den größten Teil des Zweiten Weltkriegs verbrachte er dort als RAF Intelligence Officer.

### Top Secret Ultra

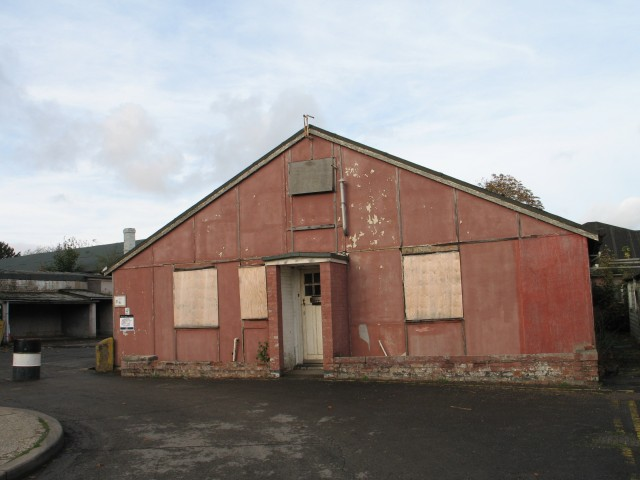
Hut 3 in Bletchley Park

In Bletchley Park war die Code and Cypher School untergebracht. Dort waren mehrere Arbeitsgruppen damit beschäftigt, die Militärcodes der Kriegsgegner Deutschland, Japan sowie der anderen Achsenmächte zu „knacken“.
Aufgabe der Hut 3 war es, die Funksprüche der Luftwaffe, die über Enigma-Maschinen gesendet wurden, zu decodieren. Die Arbeitsgruppe bestand zunächst nur aus vier höheren Offizieren, darunter der Literaturwissenschaftler F. L. Lucas, Fellow des Kings College in Cambridge. Calvocoressi, der Englisch, Deutsch, Französisch und Italienisch fließend sprach, war dieser Gruppe zugeteilt und wurde Head of Air Section.
Calvocoressis Aufgabe war es, die entschlüsselten Botschaften zu übersetzen, zu interpretieren, ihre Bedeutung und Wichtigkeit einzuschätzen und zu entscheiden, an wen die entschlüsselten Texte weitergeschickt wurden.
Die wichtigsten Informationen gingen direkt an Churchill. In der Hochzeit von Hut 3 arbeiteten dort 580 Männer und Frauen, darunter seit Mitte 1943 auch 21 Amerikaner.
Calvocoressi besaß in der Nähe von Bletchley Park ein geräumiges Haus aus dem 18. Jahrhundert, wo er auch englische und amerikanische Kollegen unterbrachte und zwar bevorzugt solche, die ein Musikinstrument spielten.
Nach Kriegsende verfassten Mitarbeiter der Gruppe einen Bericht, in dem sie detailliert die Folgen der Entschlüsselung für die deutsche Wehrmacht, die RAF und den Kriegsverlauf beschrieben. Der Bericht wurde als Top secret Ultra (höchste Geheimhaltung) eingestuft und blieb unveröffentlicht.
Calvoceressi beschreibt diese Zeit in seinem Buch Top Secret Ultra, wobei er sich dieses Berichts als Quelle bedient. Mit seinem 1980 veröffentlichten Buch wurde erstmals seine Teilhabe an der Enigma-Entschlüsselung publik.

### Nürnberger Prozesse
Im Sommer 1945 wurde er – immer noch Offizier im Dienst der RAF – auf Vermittlung des Amerikaners Colonel Telford Taylor, den er in Bletchley Park kennengelernt hatte, inoffiziell Mitglied im Mitarbeiterstab des amerikanischen Chefanklägers in Nürnberg, Robert H. Jackson.
Calvocoressi hatte aus seiner Zeit als Barrister Gerichtserfahrung, er sprach hervorragend Deutsch, kannte Organisation und Hintergründe der deutschen Armee- und Kriegsführung, war über die Aktionen der SS vor und während des Krieges gut informiert und wurde in der Folge bei allen vier Hauptanklägern akkreditiert.
Von 1946 bis 1947 arbeitete er Gutachten über das deutsche Militär und die verschiedenen NS-Organisationen aus, sichtete die Akten und bereitete sie für die Anklageschriften auf. Taylor schickte ihn und drei weitere Mitarbeiter nach Washington, wo sie monatelang die Archivierung der in Deutschland requirierten Akten überwachten. Diese Akten waren Grundlage für Anklagen, die sich auf Kriegsverbrechen in Norwegen und auf dem Balkan bezogen.
Im August 1946 trat er selbst vor dem Gericht auf und nahm den deutschen Feldmarschall Gerd von Rundstedt ins Kreuzverhör.

### Autor, Publizist, Hochschullehrer
Nach Kriegsende verließ er die Armee, versuchte sich in mehreren Tätigkeiten und schrieb Bücher. 1949 erhielt er ein Angebot vom Royal Institute of International Affairs. Der Think Tank, der in Chatham House residierte, war von Arnold J. Toynbee gegründet worden. Toynbee betraute ihn mit der Herausgabe des Survey of International Affairs, ein Jahrbuch, das einen Überblick über die Weltereignisse des Jahres geben sollte. Durch die Arbeit am Survey eignete sich Carvocoressi eine präzise, elegante und schnelle Schreibweise an.
1954 trat er in die Verlagsleitung von Chatto & Windus, die sein Buch über die Nürnberger Prozesse publiziert hatten sowie der Hogarth Press ein. In den 50er und 60er Jahren übernahm er immer wieder öffentliche Ämter: Er wurde Mitglied und später Vorsitzender des von David N. Aston gegründeten Africa Bureau, das sich für Entkolonisierung Afrikas und gegen die Apartheid in Südafrika einsetzte.
Von 1962 bis 1971 war er Mitglied des United Nations sub-committee on the prevention of discrimination and protection of minorities. In den späten sechziger Jahren, als Amnesty International wegen interner Streitigkeiten auseinanderzubrechen drohte, war er erfolgreich als Vermittler tätig.
1965 gab er seine Verlagstätigkeit auf. 1966 wurde er als Reader in International Relations an die University of Sussex berufen. 1972 ging er als Editorial Director zu Penguin Books, gab seinen Posten aber 1976 wegen Meinungsverschiedenheiten mit dem Eigentümer Pearson Longman wieder auf.

## Familie
Die Calvocoressi waren eine der Familien, die nach dem Massaker von 1822 von der Insel Chios vertrieben worden waren. Peters Vater Pantias Calvocoressi (1874–1965) war als Kaufmann für den Konzern der Ralli Brothers in New York, Indien und England tätig. 1924 gab er seine französische Staatsbürgerschaft auf und nahm die britische an. Seine Mutter war Irene Ambrose Ralli (1882–1937), ein Mitglied der weitverzweigten Ralli-Familie, die Inhaber der international tätigen Ralli Brothers waren.
Ion Calvocoressi war sein Cousin.
Calvocoressi war seit 1938 verheiratet mit Barbara Dorothy (Francis) Henley (1915–2005), einer Tochter von Francis Robert Eden, 6th. Lord Henley. Mit ihr hatte er zwei Söhne, Paul Peter und David Sebastian. 2005 starb seine Frau und er heiratete im darauf folgenden Jahr in zweiter Ehe Rachel Scott.
Calvocoressi starb im Alter von 97 Jahren in Dorset, er wurde auf dem Friedhof von Salisbury bestattet.

## Ehrungen
- 1990 Ehrendoktor der Open University, London.

## Werke (Auswahl)
Calvocoressi schrieb 20 Bücher, die meisten über zeitgeschichtliche Themen, seine Autobiografie und das mehrfach aufgelegte und in mehrere Sprachen übersetzte Nachschlagewerk Who’s who in the Bibel.
Von 1947 bis 1953 war er Herausgeber und Hauptautor des Survey of International Affairs.
- World Politics Since 1945. Edinburgh: Pearson Ed. 1968.

Der Erstausgabe folgten 9 weitere Auflagen, die letzte 2009, jeweils um die neusten Ereignisse und Entwicklungen erweitert. Das Buch gilt als der beste Überblick über die Zeitgeschichte seit Ende des Zweiten Weltkriegs.
- The British experiment. 1945–1975. Penguin Books, Harmondsworth, London 1978. ISBN 0-14-022098-4.
- Freedom to publish. A report on obstacles to freedom in publishing. Almquist & Wiksell, Kopenhagen 1980, ISBN 91-22-00361-4.
- Independent Africa and the World. Longman, London 1985, ISBN 0-582-29654-4.
- Threading My way. Duckworth, London 1994, ISBN 0-7156-2627-2 (Autobiografie).
- Nuremberg. The facts, the law and the consequences. Chattoo & Windus, London 1947.
- Top secret ultra. Baldwin Publ., Cleobury Mortimer 2001, ISBN 0-947712-41-0 (Nachdr. d. Ausg. London 1980).
- Total war. Causes and courses of the 2nd World War. 2. Auflage. Viking Press, Harmondsworth 1989, ISBN 0-670-80311-1.

- Who’s who in der Bibel („Who’s who in the Bible“). 12. Auflage. Dtv, München 2003, ISBN 3-423-32540-2. CD-Rom 2007. ISBN 3-89853309-3.